# Cyberseks
Cyberseks lub seks komputerowy (ang. cybersex, potocznie cybering) – wirtualny stosunek seksualny, w trakcie którego dwie lub więcej osób łączą się zdalnie poprzez sieć komputerową i wysyłają do siebie pobudzające seksualnie komunikaty. Może, ale nie musi, się to wiązać z masturbacją.
Jest to forma odgrywania ról, w której uczestnicy udają, że mają stosunek seksualny, opisując swoje działania i odpowiadając partnerom spotkania w taki sposób, aby pobudzić ich seksualne odczucia i fantazje. Jakość stosunku cyberseksualnego zależy zwykle od zdolności opisujących do wywoływania żywych obrazów w umysłach partnerów; krytyczną rolę odgrywa tutaj wyobraźnia i umiejętność szybkiego pisania. Kanały używane do tego rodzaju spotkań nie zawsze są w specjalny sposób wydzielone – często wykorzystywane są tutaj powszechnie dostępne czaty.

## Charakterystyka
Cyberseks jest zazwyczaj odgrywany w internetowych kanałach pogawędek (np. IRC, czaty na stronach internetowych) lub za pośrednictwem komunikatorów internetowych. Sprzyja też temu rosnąca popularność kamer internetowych, które dają możliwość bardziej realistycznego kontaktu „twarzą w twarz”. Medium cyberseksu mogą być też wyzywające seksualnie wiadomości pocztowe lub SMS-owe.
Kontakty takie służą często masturbacji lub są wprowadzeniem do rzeczywistego spotkania. Choć są one powszechne, bardzo trudno jest precyzyjnie oszacować rzeczywiste rozmiary zjawiska. Jest ono w naturalny sposób zależne od penetracji nowoczesnych technik, a szczególnie Internetu.
Cyberseks różni się od seksu telefonicznego wyższym stopniem anonimowości i łatwością znalezienia partnera. Ma on często miejsce między nieznającymi się osobami, które przypadkowo spotkały się w Sieci. W przeciwieństwie do seksu telefonicznego, cyberseks ma rzadko charakter komercyjny.

### Cechy Internetu ułatwiające angażowanie się w cyberseks
W piśmiennictwie angielskojęzycznym poświęconym cyberseksowi szeroko przytaczany jest tzw. silnik trzech A Coopera (ang. accessibility, affordability, anonymity). Dotyczy on trzech cech charakterystycznych dla Internetu, które szczególnie sprzyjają ekspresji seksualnej na łamach tego medium:
- dostępny: łączenie się z siecią nie jest ograniczone terytorialnie ani czasowo
- tani
- anonimowy: sieć daje złudne poczucie anonimowości i odhamowuje w wyrażaniu swoich potrzeb

### Motywy postępowania
Uznaje się, że cyberseks to tylko jeden z typów aktywności seksualnej online. Ludzie mogą mieć różne motywy angażowania się w tego rodzaju aktywności. Wyróżnia się 6 podstawowych grup takich motywów:
- edukacyjne: szukanie informacji na temat seksualności lub prowadzenie badań naukowych na ten temat
- handlowe: sprzedaż/ kupno artykułów związanych z seksualnością człowieka
- rozrywkowe
- poszukiwanie pomocy: psychoterapeutycznej lub medycznej
- poszukiwanie osób: realizacja parafilnych zainteresowań, szukanie partnera do realnego związku/ do cyberseksu, szukanie osób o podobnych zainteresowaniach seksualnych
- psychologiczne: eksperymentowanie z własną tożsamością płciową i orientacją seksualną

### Klasyfikacja użytkowników
W badaniach z 1998 roku wypracowano klasyfikację osób angażujących się w aktywność seksualną online. Użytkowników podzielono na trzy kategorie:
- rekreacyjni: angażują się w cyberseks z ciekawości lub dla zabawy, nie wpływa to na ich codzienne życie
- kompulsywni: często są to osoby, które w realnym życiu miały problemy z dziedziny seksuologii (np. parafilie, uzależnienie od pornografii) i niejako przenoszą je do Internetu. Po krótkim czasie zaczynają odczuwać przymus uprawiania cyberseksu, rzutuje to na ich realne życie.
- zagrożeni: gdyby nie miały dostępu do Internetu, ich problemy prawdopodobnie nigdy by się nie ujawniły. W obrębie tej kategorii wyróżnia się trzy podtypy:
  1. odreagowujący stres: angażujący się w cyberseks w okresie wzmożonego stresu
  2. depresyjny: szuka pozytywnych doświadczeń w sieci
  3. fantazyjny: Internet służy do odegrania i realizacji fantazji, na które użytkownik nie zdecydowałby się w realnym życiu

## Korzyści i niebezpieczeństwa
Niebezpieczeństwem cyberseksu może być powodowanie kłopotliwych sytuacji w miejscu pracy, szkole i podobnych środowiskach. Co więcej, może być wykorzystywany do inicjowania więzi emocjonalnych, wykorzystywanych do manipulowania takimi osobami, czy szantażowania ich.
Podkreślane jest też ryzyko uzależnienia od tego rodzaju formy kontaktów erotycznych, które może prowadzić do rzeczywistej emocjonalnej i społecznej izolacji. Szczególną uwagę poświęca się zagadnieniu uzależnienia od cyberseksu.
Z drugiej strony, seks komputerowy jest niekiedy uważany za korzystny, gdyż zaspokaja część seksualnych potrzeb. Jest też czasem postrzegany jako bezpieczna metoda eksperymentów seksualnych. Cyberseks jest też niekiedy praktykowany przez rzeczywistych partnerów jako forma wzbogacania ich dotychczasowych doświadczeń seksualnych lub radzenia sobie z czasową rozłąką. Za inną zaletę cyberseksu jest uważana możność realizowania fantazji seksualnych, jakich w rzeczywistości dana osoba nie może lub nie chce zaproponować swojemu partnerowi. W kontekście cyberseksu podnosi się także fakt, że ułatwia on ujawnianie i poznawanie potrzeb przez grupy, których seksualność jest kulturowo krępowana. Do takich grup należą osoby homoseksualne, niepełnosprawne czy starsze. W tym kontekście Internet ułatwia wyrażenie siebie w sferze seksualnej bez ryzyka zakażenia chorobą weneryczną.
Zalety czytania opowiadań erotycznych:
- Poprawa samopoczucia
- Rozluźnienie i relaks
- Poznanie swoich pragnień
- Poprawa jakości seksu w sypialni

Jednocześnie w badaniach z 2005 realizowanych przez TNS OBOP aż 97% osób badanych zadeklarowała, że wirtualny seks nie może być równie satysfakcjonujący jak seks z realnym partnerem.

### Uzależnienie od cyberseksu
Jest klasyfikowane jako jednoczesne uzależnienie od Internetu i seksu. Według Griffithsa kryteria diagnostyczne obejmują:
- ważność: cyberseks staje się najważniejszą rzeczą w życiu osoby uzależnionej
- zmienność nastroju: podejmowanie aktywności seksualnej w Internecie przynosi ulgę, odprężenie, podwyższa nastrój
- tolerancja: do uzyskania poprzedniego poziomu satysfakcji osoba musi coraz więcej czasu spędzać na cyberseksie
- objawy odstawienia
- konflikt: dotyczy konfrontacji z otoczeniem i wewnętrznych rozterek osoby uzależnionej
- nawrót: nawet po okresie abstynencji mogą występować trudności z kontrolą swojego zachowania i ponowne zaangażowanie się w aktywność seksualną online

Uzależnienie od cyberseksu w znacznym stopniu wpływa na role pełnione w życiu realnym. Zmniejsza ono wydajność pracownika, zakłóca pełnienie roli małżonka czy rodzica dzieci. Wyczerpany cyberseksem użytkownik może nie mieć sił na seks z realnym partnerem, również ten partner może nie mieć ochoty na zbliżenie. Osobnym wątkiem jest poczucie bycia zdradzanym u partnera, który jest związany z osobą uzależnioną od cyberseksu.
Podejście do leczenia uzależnienia od cyberseksu jest multidyscyplinarne i opiera się na psychoterapii, względnie farmakoterapii.

## Kontrowersje etyczne
Cyberseks jest postrzegany przez niektórych obserwatorów jako żartobliwy, nieistotny i pozbawiony znaczenia akt, który nie ma żadnej prawdziwej wagi uczuciowej, ani nie pociąga za sobą emocjonalnych reperkusji. Inni uważają, że odczucia seksualne okazywane w wirtualnym stosunku są bardzo realne i mogą w równym stopniu stymulować emocjonalnie jak prawdziwy stosunek. Problem ten jest szczególnie istotny z tego powodu, że znaczącą część uczestników seksu komputerowego stanowią osoby niepełnoletnie (w większości kultur jest to wiek 18 lat), które nie są świadome faktu, że cyberseks może prowadzić do prawdziwego pożądania i wywoływać w stosunku do partnera spotkania uczucia, którym towarzyszy frustracja emocjonalna z powodu niemożności ich spełnienia. Seks komputerowy bywa też wyśmiewany ze względu na fakt, że jego anonimowi partnerzy nie mają pewności co do płci, wieku czy prawdziwej orientacji seksualnej osoby, z którą się kontaktują.
Wśród seksuologów i etyków trwa dyskusja, czy cyberseks jest formą partnerskiej niewierności. Chociaż najczęściej nie pociąga za sobą fizycznego kontaktu, krytycy utrzymują, że wywoływane nim emocje mogą powodować rzeczywiste problemy w stosunkach małżeńskich (partnerskich), zwłaszcza po przerodzeniu się okazjonalnego kontaktu w długotrwały, internetowy romans, zastępujący fizyczne i emocjonalne kontakty w realnym życiu.